# Emmanuel af Belgien
Prins Emmanuel af Belgien (fransk: Emmanuel Léopold Guillaume François Marie; nederlandsk: Emmanuel Leopold Willem Frans Maria; født 4. oktober 2005 i Anderlecht, Bruxelles, Belgien) er en belgisk prins. Han er det tredje barn og den anden søn af Kong Philippe og Dronning Mathilde af Belgien. Prins Emmnauel er nummer tre i den belgiske tronfølge efter sine ældre søskende, Prinsesse Elisabeth og Prins Gabriel.

## Eksterne links
- Wikimedia Commons har flere filer relateret til Emmanuel af Belgien
- Prins Emmanuel Arkiveret 2. januar 2018 hos  Wayback Machine på Det Belgiske Kongehus' officielle hjemmeside Arkiveret 5. november 2020 hos  Wayback Machine (engelsk)